# Gnionica
Gnionica je naseljeno mjesto u sastavu općine Vukosavlje u Republici Srpskoj u Bosni i Hercegovini.

## Povijest
Gnionica se do rata nalazila u sastavu općine Odžak.

## Stanovništvo
| Gnionica           |               |               |               |
| godina popisa      | 1991.         | 1981.         | 1971.         |
| Srbi               | 760 (82,78 %) | 859 (94,81 %) | 878 (96,48 %) |
| Hrvati             | 25 (2,72 %)   | 26 (2,86 %)   | 28 (3,07 %)   |
| Muslimani          | 5 (0,54 %)    | 4 (0,44 %)    | 2 (0,21 %)    |
| Jugoslaveni        | 28 (3,05 %)   | 4 (0,44 %)    | 0             |
| ostali i nepoznato | 100 (10,89 %) | 13 (1,43 %)   | 2 (0,21 %)    |
| ukupno             | 918           | 906           | 910           |